# Pediobius ocellatus
Pediobius ocellatus är en stekelart som beskrevs av Peck 1985. Pediobius ocellatus ingår i släktet Pediobius och familjen finglanssteklar. Inga underarter finns listade i Catalogue of Life.